# Virginia Cherrill
Virginia Cherrill, född 12 april 1908 i Carthage, Illinois, död 14 november 1996 i Santa Barbara, Kalifornien, var en amerikansk skådespelare.
Hon tillhörde den amerikanska societeten och hade ingen som helst skådespelarerfarenhet när hon upptäcktes av Charlie Chaplin på en boxningsmatch. Han valde henne till att spela huvudrollen i stumfilmsklassikern Stadens ljus (1931), där hon spelade den blinda blomsterflickan som uteliggaren blir kär i.
Hon gjorde ytterligare några filmer men när hon gifte sig med Cary Grant 1933 slutade hon att filma. Äktenskapet höll endast två år. Hon åkte sedan till England där hon medverkade i ett par filmer, men drog sig tillbaka från filmen igen för att gifta sig med en engelsk greve, den nionde earlen av Jersey. Detta äktenskapet varade 1937-1946.
Vid sin bortgång var hon sedan många år gift med stridspiloten Florian Martini.

## Filmografi i urval
- Stadens ljus (1931)
- The Brat (1931)
- Charlie Chan's Greatest Case (1933)
- Troubled Waters (1936)